# 文澜河
文澜河，又称文澜江、临江，位于中国海南岛北部，发源于儋州市大岭，向北流经儋州市东部，由南向北贯穿临高县中部，于临高角以东的博铺港汇入琼州海峡。全长86.5公里，流域面积776.78平方公里。流域降雨丰富，多集中在5～10月，易造成洪涝灾害。文澜河在距临高县城临城镇东北约4千米处有一处险滩，该处河床弯曲，水流湍急，九层岩石陡立，江水飞流直下，瀑鸣声喧，数里内可听到“百仞滩声”，为临高八景之一－“百仞滩”。